# لیسوا
شهر لیسوا (به روسی: Лысьва) در کشور روسیه و در کرای پرم واقع شده‌است.